# Сан-Рафаэль (кантон)
Сан-Рафаэль (исп. San Rafael) — кантон в провинции Эредия Коста-Рики.

## География
Находится в южной части провинции. Административный центр — Сан-Рафаэль.

## Округа
Кантон разделён на 5 округов:
1. Сан-Рафаэль
2. Сан-Хосесито
3. Сантьяго
4. Лос-Анхелес
5. Консепсьон